# Zeberio
Zeberio en basque ou Ceberio en espagnol est une commune de Biscaye dans la communauté autonome du Pays basque en Espagne.
Le nom officiel de la ville est Zeberio.

## Géographie
Les quartiers de Zeberio sont Akiñao, Albitzu, Aldeko, Alzaga, Ametza, Ametzola, Apala, Arbildu, Aresandiaga, Argiñao, Ariltza-Olatzar, Arkulanda, Arteaga, Artiñao, Arzubi, Barañao, Barbatxao, Bekolanda, Bertzuten, Egia, Elizondo, Elorrea, Elorrebieta, Entelladorena, Ereñotza, Ermitabarri-Ibarra, Etxaso, Etxebarri, Gezala, Gezala-Goiko, Goietxe, Gorositu, Ibarrondo, Idirin, Idirin-Beko, Iruatxeta, Isasi, Kareaga, Kortatxi, Larrabide, Larrakoetxe, Leitoki, Lexartza, Mintegi, Olabarri, Olatxu, Orbetzu, Presalde, Saldiaran, Santa Cruz, Sautuolabarri, Solatxi, Telleri, Ugalde, Ugarte, Undurraga, Untzueta, Uribarri, Uriondo, Urizar, Urkiaga, Urkitze, Zabale, Zabalgoiko, Zautuola, Zeberiogana, Zestalbo, Zubibarria et Zubialde qui est le quartier principal.

### Sources
- (es) Cet article est partiellement ou en totalité issu de l’article de Wikipédia en espagnol intitulé « Ceberio » (voir la liste des auteurs).